# Speak to Me (cançó de Depeche Mode)
«Speak to Me» és el cinquanta-novè senzill del grup anglès de música electrònica Depeche Mode. Una versió techno remesclada pel disc jockey Oliver Heldens, coneguda com (HI-LO Remix), es va publicar l'11 d'agost de 2024 com a quart senzill de l'àlbum Memento Mori.
Va ser compost pel cantant de la banda, Dave Gahan, amb la col·laboració del músic habitual Christian Eigner i dels productors James Ford i Marta Salogni. Segons Gahan, aquesta cançó va ser clau per autoconvèncer's de tirar endavant un nou àlbum amb Martin Gore després de la mort d'Andy Fletcher.

## Llista de cançons
Totes les cançons foren escrites i compostes per Dave Gahan, Christian Eigner, James Ford i Marta Salogni. 
| 1.            | «Speak to Me» (HI-LO Remix) | 3:45 |
| Durada total: | Durada total:               | 3:45 |

| 1.            | «My Cosmos Is Mine» (ANNA Remix)     | 8:01  |
| 2.            | «Speak to Me» (HI-LO Extended Remix) | 5:55  |
| Durada total: | Durada total:                        | 13:56 |